# توجه (ترانه چارلی پوث)
«توجه» تک‌آهنگی از هنرمند اهل ایالات متحده آمریکا چارلی پوث است که در سال ۲۰۱۷ میلادی منتشر شد. این تک‌آهنگ در آلبوم یادداشت‌های صوتی قرار داشت.
این تک‌آهنگ در چارت‌های، در رتبه اول و در چارت‌های کانادا، والونیا، فرانسه، لهستان، سوئیس، نیوزلند، پرتغال، بریتانیا، جزو ده ترانه اول قرار گرفت.